# 1420 w polityce
Wydarzenia polityczne w 1420 roku.

## Wydarzenia
- 21 maja – zawarcie Traktatu w Troyes.
- 2 czerwca – król Anglii Henryk V Lancaster żeni się z francuską księżniczką Katarzyną de Valois.
- 1 listopada – Bitwa pod Wyszehradem.

## Urodzili się
- 6 kwietnia – Jerzy z Podiebradów, król czeski od 1458.

## Zmarli
- Michał I Basarab, hospodar wołoski.